# 刘来福 (光山)
刘来福（1920年3月—1992年4月23日），河南光山人。中华人民共和国政治人物、中国人民解放军中校。

## 生平
1933年11月，参加革命，1938年7月，加入中国共产党。曾任河南光山县大队勤务员、红一方面军兵站医院、军委卫生部、八路军第115师卫生部任通信员。1943年11月，任山东军区情报处警卫排长。抗日战争结束后，调任东满军区司令部訾理员。1946年4月至1948年1月，先后任辽南军区司令部总务科副股长、总务股长和副科长、科长等职。先后进入东北军区文化干部学校、解放军第五十八文化速成中学学习。1955年10月，任吉林军区司令部行政管理科科长。1960年4月至1964年2月，担任长春军分区后勤处处长。1965年9月，离职休养。1992年4月23日逝世。